# Djupträsket (Arvidsjaurs socken, Lappland)
Djupträsket är en sjö i Arvidsjaurs kommun i Lappland och ingår i Byskeälvens huvudavrinningsområde. Sjön har en area på 0,0827 kvadratkilometer och ligger 366,5 meter över havet. Djupträsket ligger i Byskeälven Natura 2000-område.

## Delavrinningsområde
Djupträsket ingår i det delavrinningsområde (726329-166316) som SMHI kallar för Inloppet i Granträsket. Medelhöjden är 408 meter över havet och ytan är 13,46 kvadratkilometer. Det finns inga avrinningsområden uppströms utan avrinningsområdet är högsta punkten. Vattendraget som avvattnar avrinningsområdet har biflödesordning 3, vilket innebär att vattnet flödar genom totalt 3 vattendrag innan det når havet efter 138 kilometer. Avrinningsområdet består mestadels av skog (58 procent) och sankmarker (28 procent). Avrinningsområdet har 1,09 kvadratkilometer vattenytor vilket ger det en sjöprocent på 8,1 procent.